# منطقه ایشیکاری
زیربخش ایشیکاری (به ژاپنی: 石狩振興局, Ishikari-shinkō-kyoku)، یکی از زیربخش‌های استان هوکایدو، ژاپن است که در بخش غربی جزیره واقع شده است. این زیربخش ۳٬۵۳۹٫۸۶ کیلومتر مربع (۱٬۳۶۶٫۷۵ مایل مربع) مساحت دارد و در ۳۱ ژوئیه ۲۰۲۳، ۲٬۳۷۹٬۸۰۲ نفر جمعیت داشته است.